# Municipio de Bagley
El municipio de Bagley (en inglés: Bagley Township) es un municipio ubicado en el condado de Otsego en el estado estadounidense de Míchigan. En el año 2010 tenía una población de 5886 habitantes y una densidad poblacional de 74,06 personas por km².

## Geografía
El municipio de Bagley se encuentra ubicado en las coordenadas 44°59′3″N 84°39′13″O / 44.98417, -84.65361. Según la Oficina del Censo de los Estados Unidos, el municipio tiene una superficie total de 79.47 km², de la cual 72.78 km² corresponden a tierra firme y (8.42%) 6.7 km² es agua.

## Demografía
Según el censo de 2010, había 5886 personas residiendo en el municipio de Bagley. La densidad de población era de 74,06 hab./km². De los 5886 habitantes, el municipio de Bagley estaba compuesto por el 97.04% blancos, el 0.31% eran afroamericanos, el 0.73% eran amerindios, el 0.44% eran asiáticos, el 0.03% eran isleños del Pacífico, el 0.15% eran de otras razas y el 1.29% pertenecían a dos o más razas. Del total de la población el 1.36% eran hispanos o latinos de cualquier raza.